# Muzeum Regionalne w Nowym Mieście nad Pilicą
Muzeum Regionalne w Nowym Mieście nad Pilicą – muzeum z siedzibą w Nowym Mieście nad Pilicą. Placówka jest miejską jednostką organizacyjną.
Placówka została otwarta w 1960 roku, dzięki staraniom miejscowego regionalisty Stanisława Tkacza, który ofiarował wiele muzealnych eksponatów. W swych zbiorach posiada eksponaty związane historią miasta i regionu: począwszy od pradziejów (m.in. narzędzia, pochodzące z neolitu oraz epoki brązu), poprzez starodruki (fragment „Biblii Marcina Lutra” z końca XVIII wieku, „Kazania sejmowe” Piotra Skargi z 1618 roku) po pamiątki z przełomu XIX i XX wieku, związane z działalnością dra Jana Bielińskiego i prowadzonego przez niego zakładu przyrodoleczniczego.
Muzeum jest obiektem całorocznym, czynnym we wtorki i czwartki. 